# حوزه فرهنگی شرق آسیا
حوزه فرهنگی شرق آسیا یا سینوسفِر (Sinosphere) عنوانی است برای اشاره به مجموعه کشورهایی در ناحیه شرق آسیا که در طول تاریخ تحت تأثیر فرهنگ چین قرار داشته‌اند. عنوانهای دیگری مانند دنیای چینی (Sinic world)، دنیای کنفوسیوس و حوزه فرهنگی چین نیز برای اشاره به سینوسفر به کار می‌روند. در سینوسفر زبان‌های چینی رایج هستند.
حوزه فرهنگی شرق آسیا از مکتب فلسفی کنفوسیوس، بودیسم، ساختارهای سیاسی و حقوقی و در نگاه تاریخی سیستم یکسان نوشتاری (رسم‌الخط مشترک چینی) بهره می‌برد.
سینوسفر شامل چین (PRC)، تایوان (ROC)، کره شمالی، کره جنوبی، ژاپن و ویتنام می‌شود؛ اگر چه مغولستان و بخش‌هایی از آسیای مرکزی هم گاه بر اساس روابط قومی و نه ارتباطات فرهنگی در این فهرست قرار می‌گیرند.

## مشترکات فرهنگی

### معماری
کشورهای حوزه فرهنگی شرق آسیا دارای سبک مشترک در معماری هستند که برگرفته از چین باستان است. 

### فلسفه

#### آیین کنفوسیوس
کشورهای چین و ژاپن و کره و تایوان و ویتنام از فلسفه جهان بینی کنفوسیسوس بهره می‌گیرند. آیین کنفوسیوس یک فلسفه انسان گرایانه است که معتقد است که انسانها قادر به آموختن، قابل ارتقا و عالی شدن هستند.

#### نئوکنفوسیوس
فلسفه چین باستان در درجه اول با ر آیین نئوکنفوسیوس توصیف می‌شود. در دوران سلسله تانگ، بودیسم در هند نیز برجسته شد.
در جاهای دیگر در شرق آسیا باورهای شینتو بر اساس فلسفه ژاپنی گسترش یافتند که بر بودیسم، آیین کنفوسیوس و مکاتب دیگر از فلسفه چینی تأکید می‌کردند.

### فرهنگ ادبی
در شرق آسیا فرهنگ بر پایه استفاده از زبان چینی کلاسیک شکل گرفته است.

### فرهنگ کسب و کار
کسب و کار و فرهنگ از شرق آسیا به شدت تحت تأثیر آیین کنفوسیوس است. در ژاپن شرکت‌ها به صورت سلسله مراتبی سازماندهی شده و روابط برایشان بسیار ارزشمند است.

### آشپزی
غذاهای شرق آسیا دارای مواد غذیی و فنون آشپزی سهام بسیاری از همان مواد و تکنیک‌های. چاپستیک وسیله رایج غذا خوردن از ظرف است که متفاوت از قاشق و چنگال است. استفاده از سس سویا در شرق آسیا بسیار رواج دارد. برنج غذای اصلی غالب در شرق آسیا است و یکی از موضوعات مهم در بحث امنیت غذایی است.

### کاراکترهای چینی
در طول تاریخ، چین، ژاپن، کره جنوبی و ویتنام از الفبا یا کاراکترهای چینی استفاده کرده‌اند. امروزه کاراکترهای چینی به طورعمده در چین، ژاپن و تایوان استفاده می‌شوند.